# محمد علي طه
محمد علي طه (ولد عام 1941 في ميعار)، هو قاص وروائيّ ومسرحيّ، وكاتب أدب أطفال ومقالة ساخرة، وناشط سياسي فلسطيني من الجليل. له إصدارات أدبية متنوعة، وحاز على عدة جوائز.

## نشأته وتعليمه
ولد عام 1941 في قرية ميعار في منطقة الجليل في شمال فلسطين، ولجأ مع أسرته بعد احتلال وتدمير القرية في حرب عام 1948 على أيدي القوات الصهيونية إلى قرية كابول. اجتاز المدرسة الأساسية في كابول، والدّراسة الثّانوية في كفرياسيف في العام 1960، ودرس الأدب العربيّ والتّاريخ في جامعة حيفا وحصل على اللقب الجامعيّ الأوّل سنة 1976. عمل مدرّساً للأدب العربيّ في الكليّة الأرثوذكسيّة العربيّة بحيفا لمدة 25 عاماً.

## نشاطه السياسي والصحفي
انخرط في العمل السياسي في صفوف الحزب الشيوعي الإسرائيلي في أواخر السبعينيات وكان عضوا في الحزب بين الأعوام 1977 و1992، وكان عضوا في لجنته المركزية.وشارك في تأسيس لجنة الدّفاع عن الأراضي العربيّة التي أقرّت إضراب يوم الأرض في 30 آذار 1976.
ترأس لجنة «الوفاق الوطنيّ» للجماهير العربيّة في الدّاخل، وتعرّض للملاحقة والاعتقال عدّة مرّات، وفي عام 1983 صادرت السّلطات الإسرائيليّة مجموعته القصصيّة «وردة لعيني حفيظة» واعتقلته.
عمل في الأعوام 1982 إلى 1990 محرراً ثقافيّاً في صحيفة الاتحاد الحيفاوية التي يصدرها الحزب الشيوعي، كما ترّأس في الاعوام 1990-1992 تحرير مجلّة الجديد.
شرك عام 1987 في تأسيس اتحاد الكتّاب العرب الفلسطينيّين في إسرائيل وانتخب رئيساً له في العام 1991، وهو المحرّر المسؤول لمجلّة "48" التي صدرت عن اتحاد الكتّاب العرب.
انتخب في العام 1998 رئيساً للجنة «إحياء ذكرى النّكبة والصّمود» التي قامت بنشاطات واسعة في البلاد إحياءً للذّكرى الخمسين لنكبة الشّعب الفلسطيني وتوّجت عملها بمسيرة العودة، التي توجهت من الناصرة إلى صفورية التي شارك فيها الآلاف.
يكتب مقالا أسبوعيّاً في صحيفة الاتحاد صباح يوم الأحد، وواحدا في صحيفة الحياة الجديدة الصادرة في رام الله صباح يوم الاثنين. 

## أعماله الأدبية
كتب محمد علي طه القصة القصيرة والرواية والمسرح، وكتب كذلك في أدب الأطفال، وتعبر كتاباته عن البيئة الريفية الفلسطينية، وواقع الناس العاديين اليومي فيها، وقد تُرجمت قصصه إلى عدة لغات منها الإنكليزيّة، والألمانيّة، والإيطاليّة، والعبريّة، والرّوسيّة، والفرنسيّة، والبولونيّة، والبلغاريّة.
يعتبره النّقّاد رائداً للقصّة الفلسطينيّة ومن أبرز كتّاب القصّة القصيرة في العالم العربي وأطلقوا عليه ألقاب مثل «عميد القصّة الفلسطينيّة» و«الكاتب السّاخر» و«الكاتب الذي تشمّ في قصّته رائحة فلسطين» و«رائد القصّة الفلسطينيّة».

## إصدارات
القصّة القصيرة:
- لكي تشرق الشّمس
- سلاماً وتحيّة
- جسر على النّهر الحزين
- عائد الميعاري يبيع المناقيش في تل الزّعتر
- وردة لعيني حفيظة (صدرت أيضا باللغة الإنكليزيّة في واشنطن، وباللغة الرّومانيّة في بخارست)
- عائد وحفيظة
- ويكون في الزّمن الآتي
- النّخلة المائلة
- الولد الذي قطف الشمس
- بير الصفا
- العسل البريّ[5]
- في مديح الرّبيع
- الشّبّان لا يفكّرون بالموت

الّرواية:
- سيرة بني بلوط

المقالات:
- مناقيش
- بالعربي الفصيح
- تباشير الفجر الآتي
- فسحة في حقل أخضر
- الباقون بيننا
- على الضّفّة الأخرى

المسرحيّات:
- حوض النعنع
- إضراب مفتوح
- فساتين
- يا هيك يا بلاش
- سوّاق أخو أخته

'قصص الأطفال:
- ليلى الحمراء (تعريب إبداعيّ)
- فرخ البط القبيح (تعريب إبداعيّ)
- بنيكيو (تعريب إبداعيّ)
- سندريلا (تعريب إبداعيّ)
- الأميرة رشا
- ملك الفواكه
- الحفلة الكبيرة
- ماذا قالت الطّيور؟
- العصفورة العجيبة
- وجبة فطور
- السّمكة السّخيّة
- القط الذي يتكلّم لغتين
- الفأر الشجاع
- لغة الضّاد
- ديمة والحسّون
- الأرنب الفطين
- أميرة الفصول
- في حارة المهن[6][7]

### سيرة ذاتية
- أصدر عام 2017 فصل على هامش سيرته الذّاتيّة وعنوانها «نوم الغزلان».[8][9]

## كتب عن أعماله
- صدرت عن أعماله دراسات جامعيّة عديدة منها أطروحة دكتوراة باللغة الألمانيّة في جامعة برلين للشّاعر علي الصّح.
- قصّ الأثر- تأصيل التّجربة القصصيّة عند محمد علي طه. تأليف د. إبراهيم طه.
- محمد علي طه مبدع راودته الكلمات وراودها. تأليف د. نبيه القاسم.[10]

## جوائز وتكريم
- نال وسام القدس للثقافة والفنون والآداب من الرّئيس الفلسطينيّ ياسر عرفات في 1-1-1997.[11][12]
- نال وسام الاستحقاق والتميّز من الرّئيس الفلسطينيّ محمود عباس في 6-1-2013.[13]
- نال شهادة دكتوراة فخريّة من جامعة اوريل فلايكو – رومانيا في 4-5-2004
- نال جائزة ديوان العرب في المسابقة لأدب الكتاب للطفل 2005-2006
- نال عام جائزة الإبداع من مجمع اللغة العربية في الناصرة عام 2017[7]